# Prétot-Sainte-Suzanne
Prétot-Sainte-Suzanne era una comuna francesa situada en el departamento de Mancha, de la región de Normandía, que el 1 de enero de 2016 pasó a ser una comuna delegada de la comuna nueva de Montsenelle al fusionarse con las comunas de Coigny, Lithaire y Saint-Jores.

## Demografía
| Gráfica de evolución demográfica de Prétot-Sainte-Suzanne entre 1800 y 2014 |
|                                                                             |

Los datos demográficos contemplados en este gráfico de la comuna de Prétot-Sainte-Suzanne se han cogido de 1800 a 1999 de la página francesa EHESS/Cassini, y los demás datos de la página del INSEE.